# Resz

Fenickie resz

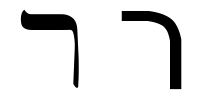
Hebrajskie Resz w kroju pisma (od prawej): nowoczesnym bezszeryfowym i tradycyjnym

Resz (ר ,ر) – dwudziesta litera alfabetów semickich, m.in. alfabetu fenickiego, alfabetu aramejskiego, alfabetu arabskiego, alfabetu hebrajskiego o wartości numerycznej 200. W hebrajskim odpowiada dźwiękowi [r], jak np. rechow (ulica) רחוב .